# Coleoxestia beckeri
Coleoxestia beckeri es una especie de escarabajo longicornio del género Coleoxestia, tribu Cerambycini, subfamilia Cerambycinae. Fue descrita científicamente por Galileo, Martins & Santos-Silva en 2015.

## Descripción
Mide 14,2-22 milímetros de longitud.

## Distribución
Se distribuye por Brasil.